# Gensac (Tarn-et-Garonne)
Gensac település Franciaországban, Tarn-et-Garonne megyében. Lakosainak száma 103 fő (2022. január 1.). Gensac Coutures, Esparsac, Lavit és Saint-Arroumex községekkel határos.

## Népesség
A település népességének változása:
| Lakosok száma | 110  | 114  | 124  | 114  | 110  | 107  | 106  | 105  | 103  |
|               | 2013 | 2015 | 2016 | 2017 | 2018 | 2019 | 2020 | 2021 | 2022 |